# 大甲水道
24°20′23″N 120°37′37″E / 24.339681°N 120.626926°E
大甲水道是台灣日治時期1911年建立的自來水供應系統，位在臺中市大甲區，是臺中市內設立的第一處自來水設施（其次是1916年開始供水的臺中水道），目前是臺灣自來水公司第四區管理處大甲營運所。

## 介紹
在大甲水道設立之前，大甲地區的水源大多取自井水。隨著大甲帽蓆製造業的發展，作為纖維原料的林投葉的漂白用水需求也快速增加，因此產生自來水系統的設置需求。在1907年，大甲地區還是由苗栗廳管轄時，就已提出要興建大甲水道，但計畫後來因苗栗廳在1909年被併入臺中廳而中止。臺中廳在之後進行水道設置的調查，決定在大甲市區東南側的山腳庄設置水源地，水源取自南側的溫寮溪，引水至淨水場的沉澱池、過濾池後儲存在淨水池，並透過地勢高地差的重力自然往市區流下。在1911年4月6日向臺灣總督府申請提出此計畫，在7月10日經認可通過，在1912年6月30日完工並開始給水，1913年4月20日舉行盛大的落成式。工程總經費35,000圓，其中三萬元是臺中廳的公共衛生預算，五千圓是由帽蓆營業組合提供。最初計畫的給水範圍只有在大甲街，計畫給水人口5,000人（計畫當時有3,600人。
大甲水道在二戰後改為隸屬大甲鎮公所的臺中縣「大甲鎮自來水廠」，由於大甲人口成長帶來的用水需求，自來水廠在1950、60年代陸續擴建，並鑿申井以增加水源，在1975年7月1日與外埔鄉自來水廠合併，改為台灣自來水股份有限公司第四區管理處的大甲營運所至今。